# Josep Fradera i Sants
Josep Fradera i Sants (Espanya, ?-?) va ser compositor català del qual se'n conserven algunes composicions en còpia manuscrita a l'arxiu de l'església parroquial del Pi, a Barcelona, i a l'arxiu de la Societat Coral Unió Manresana de Manresa, incloent-hi un O salutaris.